# Приймаченко Микола Іванович
Приймаченко Микола Іванович (нар. 11 вересня 1936 року, село Мар'янівка Поліського району Київської області) — український громадсько-політичний діяч.

## Життєпис
Закінчив Українську сільськогосподарську академію (1974 рік).
- 02.1967-11.1974рр.— голова колгоспу ім. Леніна Поліського району Київської області
- 11.1974-06.1977рр. — другий секретар Поліського районного комітету Комуністичної Партії України.
- 06.1977-10.1980рр. — голова виконавчого комітету Поліської районної ради народних депутатів Київської області.
- 10.1980-02.1991 — перший секретар Поліського районного комітету Комуністичної Партії України; з квітня 1990 року — голова Поліської районної ради.
- 02.1991-04.1992 — заступник голови виконавчого комітету Київської обласної ради, народний депутат, голова Київоблагропромради.
- 04.1992-07.1994 — заступник глави Київської обласної державної адміністрації.
- З 1994 року — заступник голови Київської обласної ради.
- 10.1995-10.1996 роки — заступник голови з питань захисту населення від наслідків аварії на ЧАЕС, надзвичайних ситуацій і охорони навколишнього середовища, 1996—2002 роки — в. о. начальника управління у справах захисту населення від наслідків аварії на ЧАЕС, начальник управління справах захисту населення від наслідків Чорнобильської катастрофи Київської облдержадміністрації[1][2].
- 2002—2003 рр— заступник голови, 18.09.2003-07.12.2004 рр — голова Київської обласної ради.

Перший заступник голови Київської обласної ради (грудень 2004 — квітень 2005 ), виконуючий обов'язки голови Київської обласної ради (1 лютого 2005 — 20 квітня 2006 ).
У 1989—1991рр— народний депутат СРСР від Іванківського територіального виборчого округу № 471 Київської області.
Почесна відзнака Президента України (квітень 1996 р.). Орден «За заслуги» II ступеня (квітень 2001 р.), I ступенів (квітень 2004 р.).

## Джерело
- Довідка [Архівовано 30 липня 2020 у Wayback Machine.]